# 60歳のラブレター
『60歳のラブレター』（ろくじゅっさいのラブレター）は、住友信託銀行（現・三井住友信託銀行）主催で2000年より毎年行われている、長年連れ添った夫婦が口に出しては言えない互いへの感謝の言葉を1枚のハガキにつづる応募企画。
2010年より、夫婦間に限定せず家族へ宛てた作品も可となった。
応募作品は書籍化され、映画・舞台での脚色作品も誕生した。

## 書籍
住友信託銀行の応募企画に寄せられた書簡の秀作集を、NHK出版が2001年より毎年刊行。

## 映画
2009年公開の日本映画。
キャッチコピーは「語り尽くせないほどの「ありがとう」」。

### ストーリー
根っからの企業人として、重役となるまでに会社に貢献し続けた橘孝平は、定年を迎えるとともにすっかり愛情のさめてしまった専業主婦のちひろと離婚し、新たに広告会社で腕を振るうことになった。仕事にも手を染めず世間知らずであったちひろが、友人のアドバイスで生き甲斐を見つけてゆくのとは裏腹に、頑固者の孝平は若い仲間達との仕事上のすれ違いに困惑していた。一方、ちひろと親しい魚屋の主人、正彦は主治医の佐伯に糖尿病気味だと言われ、妻の光江にウォーキングを強いられる。その姿に佐伯は今はない妻との生活を重ね合わせ、孤独を噛みしめる。そんな佐伯に小説の医学用語翻訳で世話になっている翻訳家の麗子は、長い独身貴族の暮らしが辛くなり、彼に心を寄せてゆく。三組の男女は、自分達を取り巻く状況の変化から、次第に相手に対する自分自身の愛情の変化を思い知らされるのだった。

### キャスト
- 橘孝平：中村雅俊
- 橘（小山）ちひろ：原田美枝子
- 佐伯静夫：井上順
- 長谷部麗子：戸田恵子
- 松山正彦：イッセー尾形
- 松山光江：綾戸智恵
- 橘マキ：星野真里
- 八木沼等：内田朝陽
- 望月先生：嶋尾康史
- 北島進：石田卓也
- 佐伯理花：金澤美穂
- 根本夏美：原沙知絵
- 麻生圭一郎：石黒賢
- 京亜建設・会長：佐藤慶
- 甲本雅裕、高杉瑞穂、鈴木慶一、吉満涼太、宮本大誠、並樹史朗、大槻修治、山田キヌヲ、粟島瑞丸、澤山薫、川村りか ほか

### スタッフ
- 監督：深川栄洋
- 原案：『60歳のラブレター』（NHK出版）
- 脚本：古沢良太
- 音楽：平井真美子
- 主題歌：「candy」森山良子（ドリーミュージック）
  - 作詞・作曲：川江美奈子、編曲：古川初穂、ストリングスアレンジ：藤井理央
- 撮影：芦澤明子
- 編集：坂東直哉
- 美術：黒瀧きみえ
- 照明：長田達也
- 録音：南徳昭
- 監督補：武正晴
- 助監督：菅原丈雄、古川豪、井手上拓哉、松尾大輔
- 製作担当：前村祐子
- 音響効果：斉藤昌利
- 医事監修：山田成
- 合成コンポジット：日本エフェクトセンター
- 特殊撮影車両：スーパードライバーズ
- 北海道ロケ協力：上富良野町、中富良野町、上富良野十勝岳観光協会、かみふらの花と炎の四季彩まつり実行委員会、日の出公園オートキャンプ場
- タイトル：マリンポスト
- 現像：東京現像所
- スタジオ：東映東京撮影所
- 特別協力：住友信託銀行、日本経済新聞社
- プロデューサー：鈴木一巳、三木和史
- 共同プロデューサー：松本整、上田有史
- エグゼクティブプロデューサー：橋荘一郎、葉梨忠男、秋元一孝、関根真吾、安永義郎、西迫克美
- 製作者：石川博、野田助嗣、松本輝起、西川孝、北村陽、三木和史、竹田富美則
- 製作：『60歳のラブレター』フィルムパートナーズ（テレビ東京、松竹、博報堂DYメディアパートナーズ、大広、ビデオプランニング、テレビ大阪）

### コミカライズ
60歳のラブレター くりた陸 (著), 古沢 良太 (原著)（2009年、集英社） - 映画版の漫画化

## 舞台
『60歳のラブレター』 2002年12月 世田谷パブリックシアター
第1部を手紙の朗読、第2部を6人の俳優の日替わり出演による1人芝居で上演。
出演: （第1部）大沢悠里・西村知江子  （第2部）緒形拳、宇津井健、細川俊之、谷啓、小林桂樹、いかりや長介
脚本演出: 秋元康
製作: ザ・カンパニー
『60歳のラブレター』 2005年11月 東京グローブ座・12月 シアターBRAVA! （外部リンクへ）
出演: 長塚京三・風吹ジュン
演出: 平山秀幸
脚本: 鄭義信
製作: TBSラジオ・アミューズ
『60歳のラブレター 絆』 2011年12月 サントリーホール ブルーローズ
男女ペアによる日替わりキャストで設定・構成も替え、朗読劇形式で上演。
出演: 水谷八重子・中川晃教（母と息子）、風間杜夫・愛原実花（父と娘）、蟹江敬三・名取裕子（夫と妻）
構成演出: 一井久司
製作: アーティストジャパン